# Camponotus cameratus
Camponotus cameratus é uma espécie de inseto do gênero Camponotus, pertencente à família Formicidae.